# SuS Lage
SuS Lage (vollständiger Name: Spiel und Sport Lage von 1912 e. V.) ist ein Sportverein aus Lage im nordrhein-westfälischen Kreis Lippe in Deutschland. Die erste Fußballmannschaft spielte in der Saison 2021/22 bis zum freiwilligen Rückzug im Februar 2022 in der Kreisliga B Detmold. Zuvor spielte die Mannschaft neun Jahre lang in der Verbandsliga, der seinerzeit höchsten Amateurliga Westfalens.

## Geschichte
Am 12. Mai 1912 wurde der Verein als FC Lage gegründet. Seit dem 16. Februar 1920 trägt der Verein seinen heutigen Namen. Im Jahre 1939 musste der Verein auf Anordnung der Nationalsozialisten mit der Turngemeinde Lage zur Turn- und Sportgemeinschaft Lage von 1862 fusionieren. Am 21. Mai 1956 wurde die Fusion wieder gelöst. Neben der Fußballabteilung bietet der Verein noch die Sportarten Badminton, Judo, Karate und Gymnastik an. Die Leichtathletikabteilung bildete im Jahre 1963 mit den Leichtathleten der TG Lage die LG Lage, die sich heute LG Lage-Detmold-Bad Salzuflen nennt.
1949 stieg die erste Fußballmannschaft in die Bezirksklasse auf und wurde dort Tabellenletzter. In einer Relegationsrunde konnte die Mannschaft nach einem 5:3-Sieg nach Verlängerung im Wiederholungsspiel gegen den FC Harsewinkel den Klassenerhalt sichern. Das eigentliche Spiel endete 6:6 nach Verlängerung. Ein Jahr später stieg die Mannschaft mit 6:54 Punkten als abgeschlagener Tabellenletzter wieder in die Kreisliga ab und kehrte 1953 in die Bezirksklasse zurück. Dort spielten die Lagenser zumeist gegen den Abstieg. 1955 sicherte sich die Mannschaft erst in einer Entscheidungsspielrunde mit dem Blomberger SV und dem TuS Kachtenhausen den Klassenverbleib. Im Jahre 1959 gelang schließlich der Aufstieg in die Landesliga.
In der Landesliga wurden die Lagenser im Jahre 1961 Vizemeister hinter der TSG Rheda. Zwei Jahre später folgte der Aufstieg in die Verbandsliga, die seinerzeit die höchste westfälische Amateurliga bildete. Zwar stieg die Mannschaft als abgeschlagener Tabellenletzter gleich wieder ab, schaffte jedoch 1965 den direkten Wiederaufstieg. Sportlicher Höhepunkt dieser Ära war die Saison 1967/68, als die Lagener mit 29:31 Punkten Tabellensechster wurden. Im Jahre 1971 stieg SuS als Tabellenletzter erneut in die Landesliga ab. Dort wurde die Mannschaft 1974 Vizemeister mit zehn Punkten Rückstand auf den Meister Bünder SV. Ein Jahr später reichte es nochmal für den dritten Platz.
Nachdem SuS im Jahre 1978 trotz eines erhöhten Aufstiegs im Zuge der Einführung der Oberliga Westfalen die Rückkehr in die Verbandsliga verpasst hatte, folgte zwei Jahre später der Abstieg in die Bezirksliga. Nach einer Vizemeisterschaft 1983 hinter der SpVg Brakel gelangten die Lagenser erst 1985 in die Landesliga zurück und wurden zwei Jahre später Vizemeister mit einem Punkt Rückstand auf den TBV Lemgo. Im Jahre 1991 schaffte die Mannschaft den Wiederaufstieg in die Verbandsliga. Finanzielle Probleme sorgten für eine erneute Talfahrt. 1993 ging es zurück in die Landesliga, ehe zwei Jahre später der Abstieg in die Bezirksliga folgte. Schließlich kam SuS im Jahre 1997 in der Kreisliga A an.
Drei Jahre später schafften die Lagenser den Wiederaufstieg in die Bezirksliga, wo die Mannschaft mit zwei Punkten Rückstand auf den SV Höxter Vizemeister wurde. Nach einem dritten und einem vierten Platz fiel das Team ins Mittelmaß zurück und stieg schließlich im Jahre 2007 wieder in die Kreisliga A ab. Im Jahre 2019 folgte der Abstieg in die Kreisliga B, aus der sich der Verein während der Saison 2021/22 freiwillig zurückzog. Der Club konnte nicht mehr gewährleisten, komplette Kader für zwei Herrenmannschaften zu stellen und startet daher einen Neuanfang in der Kreisliga C, der untersten Spielklasse.

## Erfolge
- Meister der Landesliga Westfalen: 1963, 1965, 1991
- Meister der Bezirksliga Westfalen: 1959, 1985

## Stadion
Die Fußballer von SuS Lage tragen ihre Heimspiele im Carl-Heinz-Reiche-Stadion aus. Das Stadion wurde im Jahre 1977 eröffnet und seitdem mehrfach renoviert und ausgebaut. Es bietet Platz für 3.000 Zuschauer, davon bis zu 1.100 Sitzplätze. Das Stadion ist Teil des Sportzentrums Werreanger. Im Jahre 2010 wurde das Stadion nach dem im Jahr zuvor verstorbenen Unternehmer und Sportmäzen Carl-Heinz Reiche benannt, der maßgeblich zur Entwicklung der Lagener Sportstätten beigetragen hatte.

## Persönlichkeiten
- Norbert Dölitzsch
- Willi Haubrock
- Karl-Heinz Nonnenbruch
- Dieter Schulz
- Horst Staude
- Thomas Stratos
- Jörg Weber